# Diplazium microphyllon
Diplazium microphyllon là một loài dương xỉ trong họ Athyriaceae. Loài này được Desv. mô tả khoa học đầu tiên năm 1827.
Danh pháp khoa học của loài này chưa được làm sáng tỏ. 